# Соскальзывание
Соска́льзывание (в психиатрии) — расстройство мышления, которое проявляется в виде неожиданных и не обусловленных необходимостью переходов от одной мысли к другой. Хотя между мыслями после такого перехода нет какой-либо очевидной связи или имеются лишь связи крайне отдалённые, но при этом в отдельности каждая такая мысль грамматически и логически остаётся верной.
Соскальзывания внезапны и эпизодичны. Наблюдаются у больных шизофренией при относительной их сохранности. Б. В. Зейгарник относила соскальзывания к нарушениям логического хода мышления. Она характеризовала их следующим образом: правильно решая какое-либо задание или адекватно рассуждая о каком-либо предмете, пациенты неожиданно сбиваются с правильного хода мыслей из-за возникшей ложной ассоциации, часто по «слабому», «латентному» признаку, а затем вновь способны продолжать рассуждение последовательно, но не исправляя допущенной ошибки.
«Соскальзывания на побочные ассоциации», так же как и разноплановость — проявления отвлекаемости при мыслительной деятельности.
Соскальзывания могут присутствовать в одном синдроме при нарушениях, вызванных локальными поражениями передних отделов головного мозга.
О наличии «соскальзываний» возможно говорить только в том случае, если потеря цели носит кратковременный характер и пациент, используя помощь в структуризации его деятельности, может актуализировать верные признаки и приходит к правильному решению задачи.

## История
Термин «Entgleisen» («сойти с рельсов» на немецком языке) был впервые использован в этом значении Карлом Шнайдером в 1930 году. Термин «Асиндез» был введен Н. Кэмероном в 1938 году, тогда как «ослабление ассоциации» было введено А. Блейлером в 1950 году. Фраза «ходовое мышление рыцаря» впервые была использована в контексте патологического мышления психологом Питером МакКелларом в 1957 году, который предположил, что люди с шизофренией не способны подавлять расходящиеся ассоциации. «Крушение» было использовано в этом значении Куртом Шнайдером в 1959 году.

## Примеры
- больной периодически соскальзывает на посторонние ассоциации и привычные речевые штампы. Но тот же больной правильно отвечает на отдельные конкретные вопросы: «Что несла курица?» — «Яйца». — «Какие?» — «Золотые». Затем пациент соскальзывает на побочные ассоциации. «Что хозяин сделал?» — «Он зарегистрировал и сообщил всем прибывающим курам о немедленном…».[9]
- больная шизофренией в письме задавала ряд вопросов, который совершенно оторван от реальной ситуации, кроме того они отражают совершенно необъяснимый переход от одного понятия к другому: «Кто я? Кто ты? Кто они? Кто мы? Что такое счастье? Почему растет трава? Зачем нужно солнце? Где находится луна? Почему она жидкая? Я хотела сказать — вода. Спаси меня, пожалуйста, если ты знаешь, что такое вечность. Что бы ещё такое спросить?».[2]
- В ассоциативном эксперименте могут часто проявляться случайные (красота-рычаг) ассоциации или ассоциации по созвучию (луг-лук).

## Критика
Психиатр В. Д. Менделевич относит соскальзывание к семантически неопределённым и пустым, двусмысленным феноменам (симптомам, признакам), для которых отсутствует чёткое и убедительное определение, наряду с такими феноменами (симптомами, признаками), как аморфность и разноплановость мышления, резонёрство, вычурность и нелепость поступков и увлечений, выхолощенность эмоций, амбивалентность и амбитендентность. Для понимания таких признаков важен контекст, а одной только констатации их присутствия недостаточно для безусловного отнесения их к шизофрении.